# Antje Niewisch-Lennartz

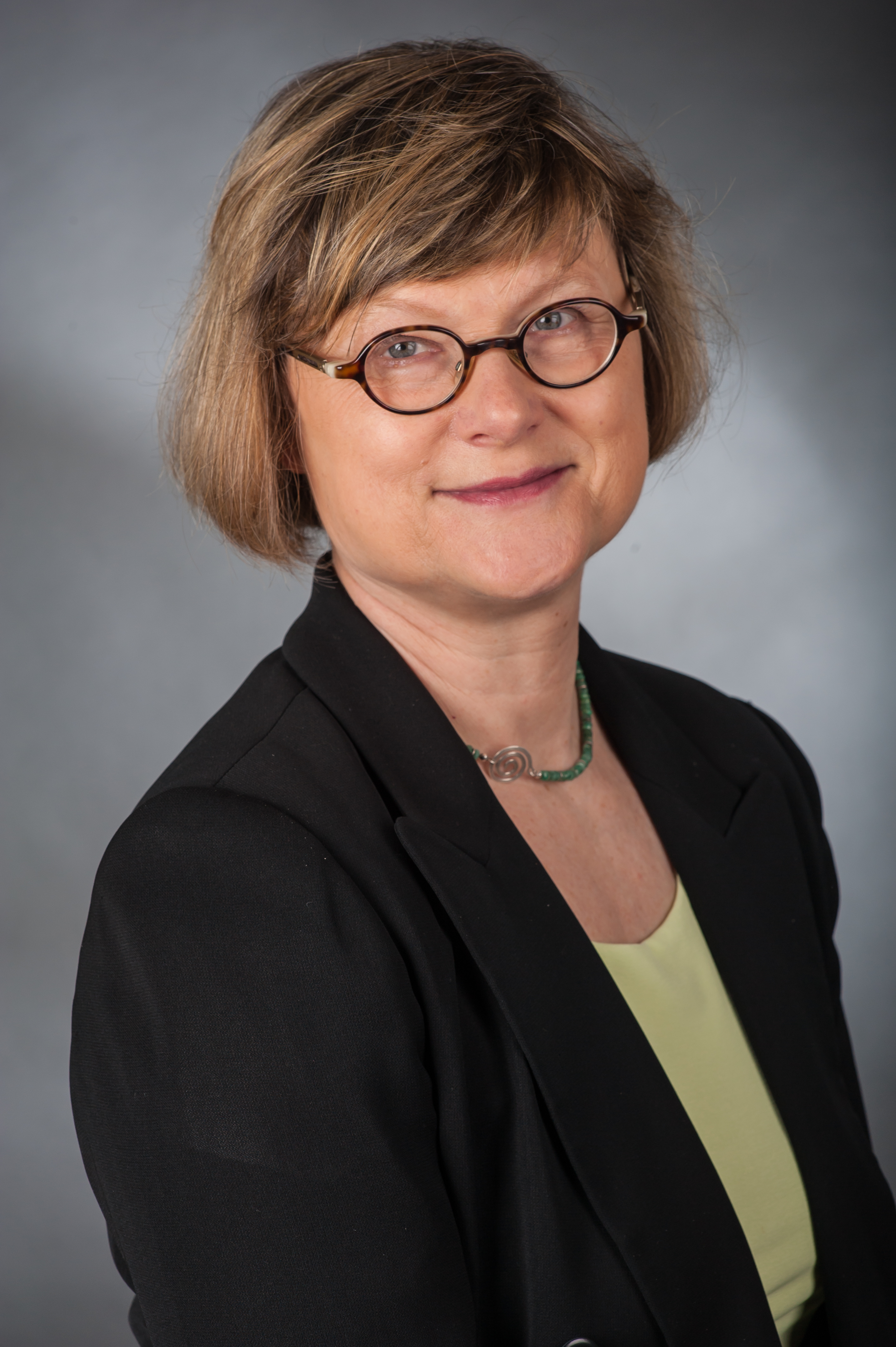
Antje Niewisch-Lennartz, 2013

Antje Niewisch-Lennartz (* 31. Dezember 1952 in Lüneburg) ist eine deutsche Juristin und Politikerin (Die Grünen).
Von 2013 bis 2017 war sie niedersächsische Justizministerin im Kabinett Weil I.

## Leben
Nach ihrem Abitur 1971 studierte Antje Niewisch von 1971 bis 1976 an der Philipps-Universität Marburg Rechtswissenschaften. Auf das erste juristische Staatsexamen, welches sie im August 1976 ablegte, folgten das Referendariat und im Januar 1979 das zweite juristische Staatsexamen.
Danach arbeitete sie zunächst als stellvertretende Geschäftsführerin des Studentenwerkes der Gesamthochschule Kassel. Zum Februar 1986 wechselte sie zum Verwaltungsgericht Kassel, bei welchem sie bis 1992 als Richterin tätig war. In den drei darauffolgenden Jahren arbeitete sie als abgeordnete Richterin bei dem niedersächsischen Landesbeauftragten für den Datenschutz.
Von 1995 bis 2013 war Antje Niewisch-Lennartz Richterin am Verwaltungsgericht Hannover, seit November 2002 als Vorsitzende Richterin. In den letzten Jahren war sie insbesondere in den Fachbereichen Wirtschaft, Landwirtschaft und Tierschutz tätig.
Des Weiteren war sie seit 2002 als Richtermediatorin in dem Projekt „Gerichtsnahe Mediation in Niedersachsen“ engagiert.
Als Mitglied der Grünen war sie ferner bis 2013 kommunalpolitisch aktiv und stellvertretende Bezirksbürgermeisterin in Misburg-Anderten, einem Stadtbezirk von Hannover. Vom 19. Februar 2013 bis zum 21. November 2017 war sie Justizministerin des Landes Niedersachsen unter Ministerpräsident Stephan Weil (SPD).
Im Streit zwischen dem Kirchenvorstand der Marktkirche Hannover und dem Erben des Nachkriegsarchitekten Dieter Oesterlen um ein von dem Künstler Markus Lüpertz entworfenes Glasfenster, das Altkanzler Gerhard Schröder gestiftet hatte, wurde sie im Dezember 2018 als Mediatorin angerufen. Im Frühjahr 2019 wurde sie zur Leiterin einer externen Untersuchungskommission berufen, die im Auftrag der römisch-katholischen Kirche die Vorwürfe des Kindesmissbrauchs gegen den 1988 verstorbenen früheren Hildesheimer Bischof Heinrich Janssen aufklären soll. Niewisch-Lennartz ist selbst nicht Mitglied der katholischen Kirche, sondern Protestantin.
Antje Niewisch-Lennartz ist mit dem Grünen-Politiker Hans-Albert Lennartz verheiratet und hat zwei Söhne.